# Grön geléskål
Grön geléskål (Claussenomyces prasinulus) är en svampart som först beskrevs av Petter Adolf Karsten, och fick sitt nu gällande namn av Korf & Abawi 1971. Grön geléskål ingår i släktet Claussenomyces och familjen Helotiaceae.  Arten är reproducerande i Sverige. Inga underarter finns listade i Catalogue of Life.